# هيروماسا كانازاوا
هيروماسا كانازاوا (باليابانية: 金澤 大将) (1 ديسمبر 1983 في شيزوكا في اليابان – )؛ هو لاعب كرة قدم ياباني سابق كان يلعب كلاعب وسط.

## وصلات خارجية
- هيروماسا كانازاوا على موقع رابطة كرة القدم اليابانية للمحترفين (اليابانية)
- هيروماسا كانازاوا على موقع Soccerway.com (الإنجليزية)